# Euphorbia esuliformis
Euphorbia esuliformis är en törelväxtart som beskrevs av Christian Gottfried Daniel Nees von Esenbeck och Johannes Conrad Schauer. Euphorbia esuliformis ingår i släktet törlar, och familjen törelväxter.
Artens utbredningsområde är New Mexico. Inga underarter finns listade i Catalogue of Life.